# Chadžimurad Magomedov
Chadžimurad Sajgidmagomedovič Magomedov (in russo Хаджимурад Сайгидмагомедович Магомедов?; 24 febbraio 1974) è un ex lottatore russo, specializzato nella lotta libera.

## Palmarès

### Olimpiadi
- 1 medaglia:
  - 1 oro (Atlanta 1996 nei pesi medi)

### Mondiali
- 2 medaglie:
  - 1 oro (Sofia 2001 negli 85 kg)
  - 1 argento (Ankara 1999 negli 85 kg)

### Europei
- 2 medaglie:
  - 1 oro (Varsavia 1997 negli 85 kg)
  - 1 bronzo (Budapest 1996 negli 82 kg)